# Nikiforovo
Nikiforovo (en macédonien Никифорово) est un village de l'ouest de la Macédoine du Nord, situé dans la municipalité de Mavrovo et Rostoucha. Le village comptait 10 habitants en 2002.

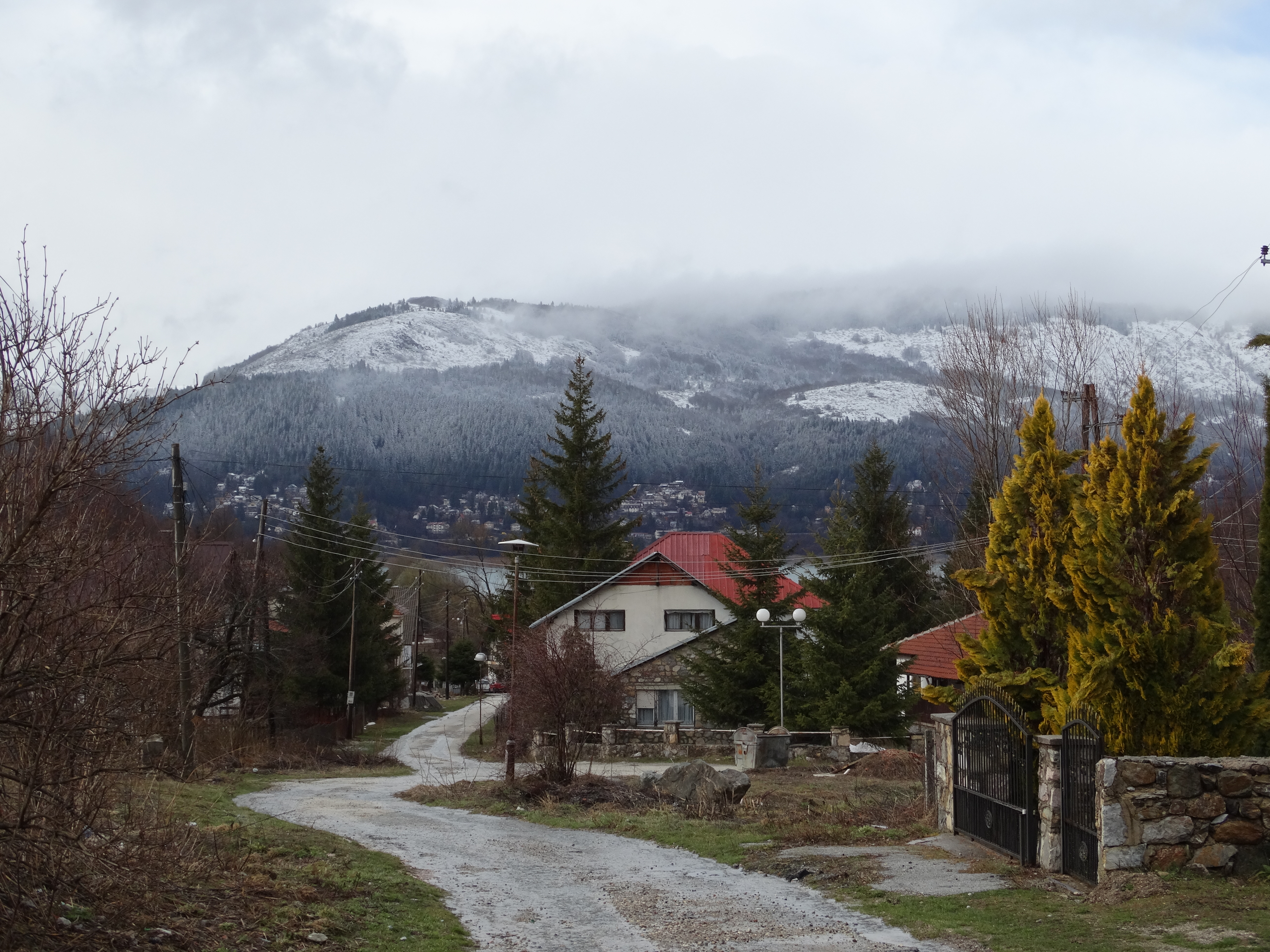
Le village avec les monts Korab en arrière plan.

## Démographie
Lors du recensement de 2002, le village comptait :
- Macédoniens : 10